# Megalachne
Megalachne és un gènere de plantes de la família de les poàcies. És originari de l'Arxipèlag Juan Fernández a Xile.
El gènere va ser descrit per Ernst Gottlieb von Steudel i publicat a Synopsis Plantarum Glumacearum 1: 237. 1854.

## Taxonomia
- Megalachne berteroniana Steud.
- Megalachne masafuerana (Skottsb. i Pilg.) Matthei